# 대한민국 형법 제101조
대한민국 형법 제101조는 외환죄의 예비·음모·선동·선전의 처벌에 관한 형법 각칙의 조문이다.

## 조문
제101조 【예비 · 음모 · 선동 · 선전】
① 제92조 내지 제99조의 죄를 범할 목적으로 예비 또는 음모한 자는 2년 이상의 유기징역에 처한다.
　 단 그 목적한 죄의 실행에 이르기 전에 자수한 때에는 그 형을 감경 또는 면제한다.
② 제92조 내지 제99조의 죄를 선동 또는 선전한 자도 전항의 형과 같다.

## 필요적 감면
죄의 실행에 이르기 전에(예비, 음모단계) 자수한 때에는 형을 감경 또는 면제한다.

## 해설
- 외환유치죄, 여적죄, 모병이적죄, 시설제공이적죄, 시설파괴이적죄, 물건제공이적죄, 간첩죄, 일반이적죄의 예비·음모, 선동·선전 행위는 모두 처벌 대상이다.